# نیژنه نیکولسکی
نیژنه نیکولسکی (به لاتین: Nizhnenikolsky) یک منطقهٔ مسکونی در روسیه است که در استان آستراخان واقع شده‌است.